# Syngrapha rilaecacuminum
Syngrapha rilaecacuminum är en fjärilsart som beskrevs av Zoltan Varga och Ronkay 1982. Syngrapha rilaecacuminum ingår i släktet Syngrapha och familjen nattflyn. Inga underarter finns listade i Catalogue of Life.